# Cirripectes vanderbilti
Cirripectes vanderbilti är en fiskart som först beskrevs av Fowler, 1938.  Cirripectes vanderbilti ingår i släktet Cirripectes och familjen Blenniidae. Inga underarter finns listade i Catalogue of Life.